# Geron sparsus
Geron sparsus är en tvåvingeart som beskrevs av Wray Merrill Bowden 1971. Geron sparsus ingår i släktet Geron och familjen svävflugor. Inga underarter finns listade i Catalogue of Life.